# Barfrestone
Barfrestone – wieś w Anglii, w hrabstwie Kent, w dystrykcie Dover, w civil parish Eythorne. Leży 14 km od miasta Canterbury. W 1931 roku civil parish liczyła 91 mieszkańców. Barfreston jest wspomniana w Domesday Book (1086) jako Berfrestone.